# 新闸路

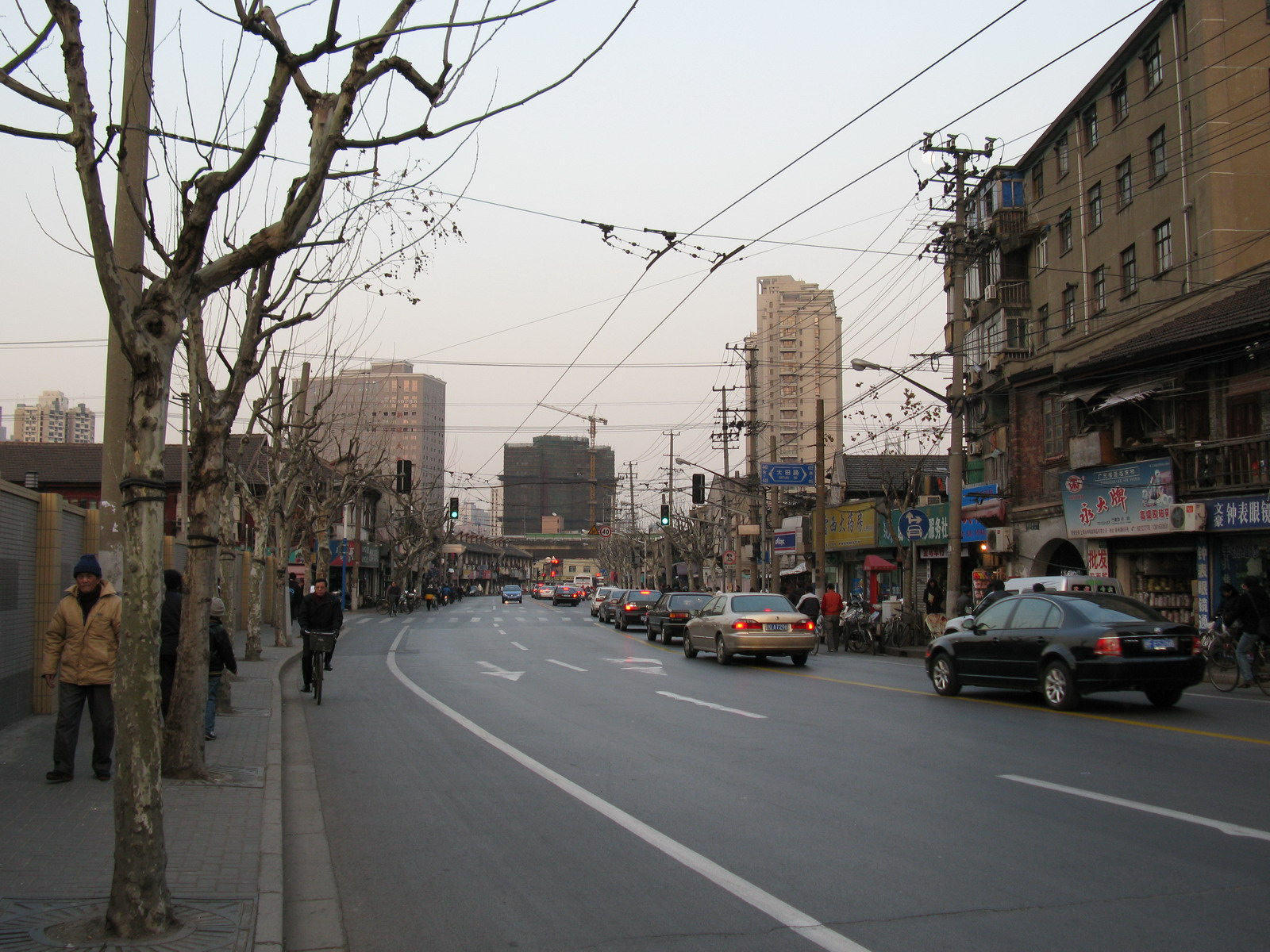
新闸路大田路口附近

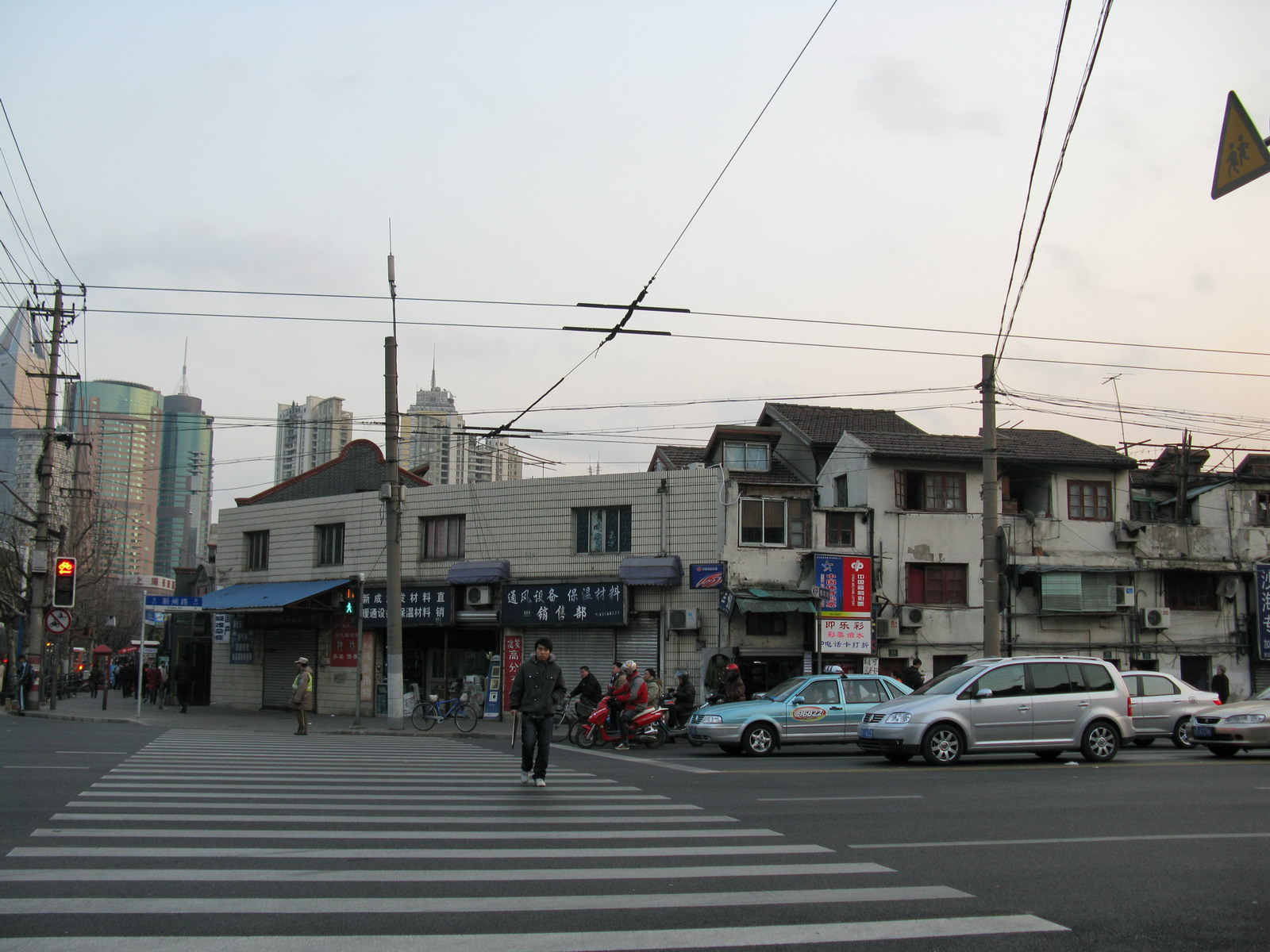
新闸路成都北路（左後方）口

新闸路是位于中华人民共和国上海市中心区的一条东西向街道，地跨黄浦区和静安区。东起西藏中路，西至万航渡路、胶州路。长3855米。
1862年，太平军进攻上海，上海公共租界工部局向西越界修筑了数条运兵道路，其中直接沟通租界的有两条：新闸路和静安寺路。最初是一条土路。1868年，新闸路划归公共租界工部局管理后，从西藏路到卡德路段铺砌了碎石路面。此后由于拥有苏州河水运的便利，沿路逐渐形成密集的住宅、商店、工厂混合分布区。1899年，上海公共租界大幅度拓展，该路也被划入界内。1908年，该路继续向西延伸，直到胶州路，同时在西藏路至卡德路段铺设了上海最早的电车轨道之一。

## 交汇道路
- 西藏中路
- 长沙路
- 温州路
- 黄河路
- 乌镇路
- 新昌路
- 新桥路
- 成都北路
- 大田路
- 慈溪路
- 石门二路
- 泰兴路
- 昌化路
- 江宁路
- 陕西北路
- 西康路
- 常德路
- 胶州路
- 延平路
- 万航渡路

## 历史建筑
- 新闸路66弄，鸿福里
- 新闸路147弄，鸿瑞里
- 新闸路418弄，上吉坊
- 新闸路456弄，老聚庆里
- 新闸路478弄，聚庆里
- 新闸路551弄，永吉里
- 新闸路565弄，培德北里
- 新闸路548弄，建业里
- 新闸路568弄、620弄，东斯文里
- 新闸路587弄，松寿里
- 新闸路613弄，经远里。经远里12号为上海市文物保护单位澎湃烈士在沪革命活动地点。
- 新闸路750弄6号，晓钟剧团旧址
- 新闸路888弄，新福康里，建于2001年
- 新闸路944弄，赓庆里，曾为汪佩真住所，1927年上海地方教会举行第一次擘饼聚会的地点。
- 新闸路1039弄，弄新村
- 新闸路1124弄，沁园村。沁园村9号曾为阮玲玉住所。
- 新闸路1312号，黄葆戊旧居
- 新闸路1316弄，慈孝邨
- 新闸路1321号，小校经阁
- 新闸路1340弄，三元坊。三元坊21号花园住宅原为经济日报记者站，列为上海市第五批优秀历史建筑。
- 新闸路1370号，大同大学旧址
- 新闸路1378弄17号，列为上海市第五批优秀历史建筑。
- 新闸路1519号、1531号，中国内地会总部大楼，今儿童医院
- 新闸路1607-1609号，培明女中旧址
- 新闸路1708号，海关图书馆旧址